# Acianthera sotoana
Acianthera sotoana é uma espécie de orquídea (Orchidaceae) que existe no México.

## Publicação e sinônimos
- Acianthera sotoana Solano, Lankesteriana 9: 447 (2010).